# Luci di navigazione

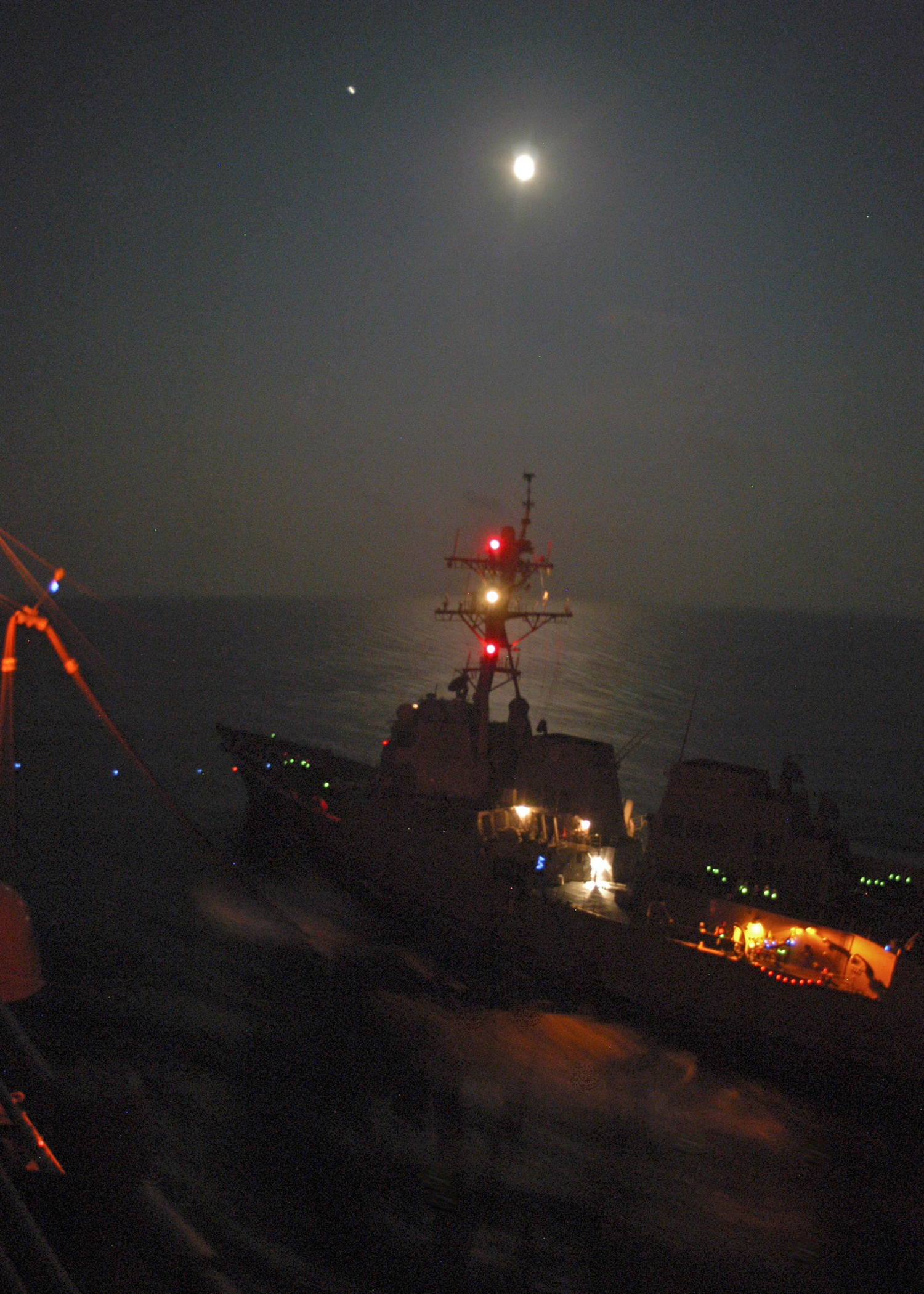
Una nave che segnala manovrabilità limitata (fanali in testa d'albero rosso-bianco-rosso)

Nella nautica, le luci di navigazione o fanali di navigazione sono i fanali che qualsiasi tipo di imbarcazione deve esibire durante la navigazione notturna, cioè dal tramonto all'alba, oppure nei casi di scarsa visibilità, al fine di segnalare la propria presenza, informare delle intenzioni di manovra, della direzione di avanzamento e di caratteristiche speciali per le quali, in funzione di una corretta identificazione, siano facilitate le manovre tendenti a evitare le collisioni in mare.
La disposizione dei fanali, la loro caratteristica, colore e arco di visibilità sono stabilite in modo preciso dal Regolamento internazionale per prevenire gli abbordi in mare (COLREG).

## Tipologia dei fanali

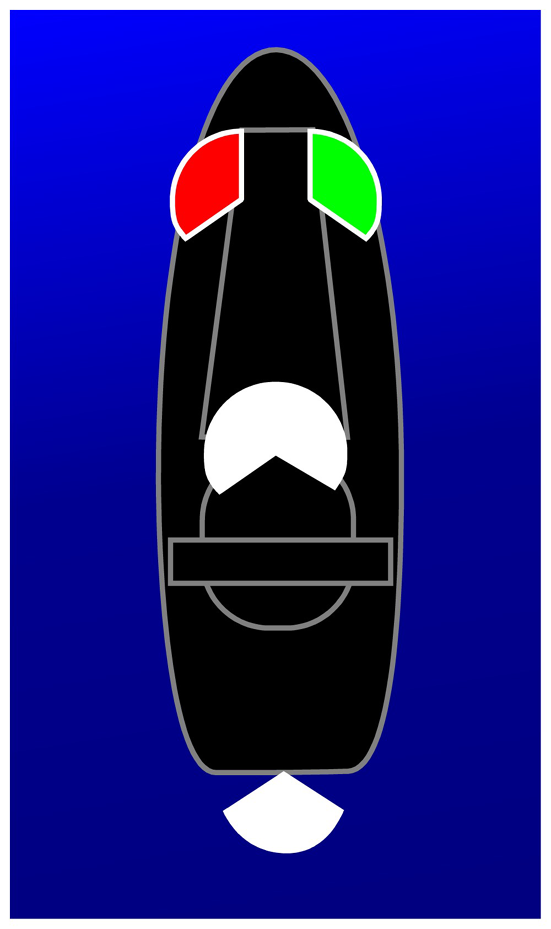
Fanali di via e di coronamento

### Fanali fondamentali
Al fine di evitare pericoli di collisione, una imbarcazione in navigazione deve essere dotata di un sistema di fanali che ne permettano l'individuazione e informino riguardo alla direzione di avanzamento.
Tali fanali di normale navigazione sono:
- fanale di testa d'albero, di colore bianco, rivolto a proravia, con settore di visibilità pari a 225°, centrati sull'asse longitudinale (cioè 112° 30' a dritta e 112° 30' a sinistra), mostrato da ogni nave a propulsione meccanica con abbrivo, cioè in movimento, le navi di lunghezza uguale o superiore a 50 metri devono utilizzare obbligatoriamente due fanali di testa d'albero;
- fanale laterale di dritta, di colore verde, con settore di visibilità pari a 112° 30' da proravia verso dritta, mostrato da ogni nave con abbrivo;
- fanale laterale di sinistra, di colore rosso, con settore di visibilità pari a 112° 30' da proravia verso sinistra, mostrato da ogni nave con abbrivo;
- per le navi di lunghezza inferiore a 20 metri, i fanali laterali possono essere combinati in un unico fanale bicolore centrato sull'asse longitudinale;
- fanale di poppa, di colore bianco, rivolto a poppavia, con settore di visibilità pari a 135° centrato sull'asse longitudinale, mostrato da ogni nave con abbrivo;
- per le navi di lunghezza inferiore a 12 metri, possono mostrare un fanale bianco visibile per tutto l'orizzonte ed i fanali laterali.
- una nave a vela di lunghezza inferiore ai 20 metri può mostrare fanali laterali e di poppa in un unico fanale fissato in testa o vicino dove possa essere meglio visto.

Il fanale di testa d'albero e i fanali laterali sono anche detti fanali di via, in quanto indicanti l'orientamento dello scafo. Il fanale di poppa è anche detto fanale di coronamento, in quanto completa a 360° i settori di visibilità dei fanali di via (225° + 135° = 360°).

### Fanali speciali
Oltre ai fanali di normale navigazione, una nave può o deve esibire fanali distintivi speciali che permettano di definire situazioni e caratteristiche particolari legate a specifiche esigenze di lavoro (pescherecci, rimorchiatori, draghe, dragamine, posacavi, navi pilota) o a particolari esigenze di rotta e di manovra (navi condizionate dal pescaggio, che non governano, in difficoltà di manovra o incagliate) al fine di facilitare le manovre tendenti a evitare collisioni. Tali fanali distintivi hanno corrispondenti segnali diurni.
Fanali speciali sono:
- fanale di rimorchio, di colore giallo, con le stesse caratteristiche del fanale di coronamento, cioè rivolto verso poppa, con settore di visibilità pari a 135° centrato sull'asse longitudinale, esibito dalle navi intente ad attività di rimorchio;
- fanale di fonda, di colore bianco, visibile a 360° per tutto l'orizzonte, esibito da navi all'ancora;
- altri fanali di colore bianco, rosso o verde con arco di visibilità di 360°, esibiti da navi al lavoro o in situazioni particolari;
- fanali lampeggianti, di colore giallo o rosso con arco di visibilità di 360°, con frequenza di 120 lampeggi o più al minuto, esibiti da navi a cuscino d'aria ed ekranoplani.

### Portata luminosa dei fanali
La portata luminosa dei fanali varia in funzione del tipo di fanale e della lunghezza dell'imbarcazione secondo quanto riportato nella seguente tabella.
| Portata luminosa in miglia dei fanali di navigazione (regola 22) | Portata luminosa in miglia dei fanali di navigazione (regola 22) | Portata luminosa in miglia dei fanali di navigazione (regola 22) | Portata luminosa in miglia dei fanali di navigazione (regola 22) | Portata luminosa in miglia dei fanali di navigazione (regola 22) | Portata luminosa in miglia dei fanali di navigazione (regola 22)     |
| tipo di fanale                                                   | lunghezza delle navi                                             | lunghezza delle navi                                             | lunghezza delle navi                                             | lunghezza delle navi                                             | Navi o oggetti poco appariscenti e parzialmente sommersi a rimorchio |
| tipo di fanale                                                   | ≥ 50 m                                                           | < 50 m                                                           | < 20 m                                                           | < 12 m                                                           | Navi o oggetti poco appariscenti e parzialmente sommersi a rimorchio |
| ---------------------------------------------------------------- | ---------------------------------------------------------------- | ---------------------------------------------------------------- | ---------------------------------------------------------------- | ---------------------------------------------------------------- | -------------------------------------------------------------------- |
| di testa d'albero bianco (225°)                                  | 6                                                                | 5                                                                | 3                                                                | 2                                                                | -                                                                    |
| laterali rosso e verde (112,5°)                                  | 3                                                                | 2                                                                | 2                                                                | 1                                                                | -                                                                    |
| di poppa bianco (135°)                                           | 3                                                                | 2                                                                | 2                                                                | 2                                                                | -                                                                    |
| di rimorchio giallo (135°)                                       | 3                                                                | 2                                                                | 2                                                                | 2                                                                | -                                                                    |
| speciali bianco, rosso, verde o giallo (360°)                    | 3                                                                | 2                                                                | 2                                                                | 2                                                                | 3                                                                    |

### Posizionamento dei fanali
- Su una nave a propulsione meccanica di lunghezza pari o superiore a 20 metri i fanali di testa d'albero devono essere posizionati come segue:

1. il fanale di testa d'albero prodiero, o l'unico fanale di testa d'albero, ad un'altezza sopra lo scafo non inferiore a 6 metri, e, se la larghezza della nave supera i 6 metri, ad un'altezza sopra lo scafo non inferiore a tale larghezza, senza che tuttavia il fanale sia posto ad un'altezza sopra lo scafo superiore a 12 metri;
2. quando sono installati due fanali di testa d'albero, quello poppiero deve essere almeno 4,5 metri più in alto rispetto a quello prodiero.

- La distanza verticale dei fanali di testa d'albero delle navi a propulsione meccanica deve essere tale che in tutte le normali condizioni di assetto il fanale di poppa sia visibile e separato dal fanale di prua ad una distanza di 1000 metri dalla prua se visto dal livello del mare.
- Il fanale di testa d'albero di una nave a propulsione meccanica di lunghezza pari o superiore a 12 metri ma inferiore a 20 metri deve essere posto ad un'altezza sopra la falchetta non inferiore a 2,5 metri.
- Una nave a propulsione meccanica di lunghezza inferiore a 12 metri può trasportare il fanale superiore ad un'altezza inferiore a 2,5 metri sopra la falchetta. Tuttavia, quando un fanale di testa d'albero è portato in aggiunta ai fanali laterali e di poppa o il fanale a 360° è portato in aggiunta ai fanali di posizione, allora tale fanale di testa d'albero o fanale a 360° deve essere portato ad almeno 1 metro più in alto dei fanali laterali.
- Uno dei due o tre fanali di testa d'albero prescritti per una nave a propulsione meccanica quando è impegnata a rimorchiare o spingere un'altra nave deve essere posto nella stessa posizione del fanale di testa d'albero prodiero o di quello poppiero; tenendo presente che, se trasportato sull'albero di poppa, il fanale di testa d'albero più basso sia almeno 4,5 metri più alto del fanale di testa d'albero prodiero.
- Inoltre:

1. Il fanale o i fanali di testa d'albero devono essere posizionati in modo da essere al di sopra e liberi da tutti gli altri fanali e ostacoli eccetto quanto descritto in seguito.
2. Quando non è possibile portare i fanali a 360° prescritti per le navi con manovrabilità limitata o condizionate dal pescaggio sotto i fanali di testa d'albero, essi possono essere portati sopra il fanale di testa d'albero di poppa o verticalmente tra i fanali di testa d'albero di prua di poppa, a condizione che in quest'ultimo caso siano rispettati i requisiti di distanza orizzontale.

- I fanali laterali di una nave a propulsione meccanica devono essere posti ad un'altezza sopra lo scafo non superiore a tre quarti di quella del fanale di testa d'albero prodiero. Non devono essere così bassi da essere disturbati dalle luci di coperta.
- I fanali laterali, se in un fanale combinato e trasportati su una nave a propulsione meccanica di lunghezza inferiore a 20 metri, devono essere posti a non meno di 1 metro sotto il fanale di testa d'albero.
- Quando le regole prescrivono che due o tre fanali siano portati in linea verticale, essi devono essere distanziati come segue:

1. su una nave di lunghezza pari o superiore a 20 metri tali fanali devono essere distanziati di almeno 2 metri l'uno dall'altro e il più basso di questi fanali deve, tranne quando è richiesto un fanale di rimorchio, essere collocato ad un'altezza non inferiore a 4 metri sopra lo scafo;
2. su una nave di lunghezza inferiore a 20 metri tali fanali devono essere distanziati non meno di 1 metro l'uno dall'altro e il più basso di questi fanali deve, tranne quando è richiesto un fanale di rimorchio, essere posto ad un'altezza non inferiore a 2 metri sopra la falchetta;
3. quando vengono portati tre fanali, devono essere equidistanti.

- Il più basso dei due fanali a 360° prescritti per una nave durante la pesca deve trovarsi ad un'altezza sopra i fanali laterali non inferiore al doppio della distanza tra i due fanali verticali.
- Il fanale di fonda prodiero, quando ne sono trasportati due, non deve trovarsi a meno di 4,5 metri al di sopra di quello poppiero. Su una nave di lunghezza pari o superiore a 50 metri, questo fanale di ancoraggio prodiero deve essere collocato ad un'altezza non inferiore a 6 metri sopra lo scafo.
- Quando per una nave a propulsione meccanica sono prescritti due fanali di testa d'albero, la loro distanza orizzontale non deve essere inferiore alla metà della lunghezza della nave, ma non è necessario che sia superiore a 100 metri. Il fanale anteriore deve essere posizionato a non più di un quarto della lunghezza della nave dalla prua.
- Su una nave a propulsione meccanica di lunghezza pari o superiore a 20 metri i fanali laterali non devono essere posti a proravia del fanale di testa d'albero prodiero. Devono essere posizionati a fianco o in prossimità della fiancata della nave.
- Quando i fanali prescritti per le navi con manovrabilità limitata o condizionate dal pescaggio sono posti verticalmente tra il fanale di testa d'albero prodiero e il fanale di testa d'albero poppiero, questi fanali a 360° devono essere posti ad una distanza orizzontale di non meno di 2 metri dall'asse longitudinale della nave.
- Quando per una nave a propulsione meccanica è prescritto un solo fanale di testa d'albero, questo fanale deve essere esposto a proravia rispetto al centro della nave; con l'eccezione che una nave di lunghezza inferiore a 20 metri non deve necessariamente mostrare questo fanale a proravia del centro nave, ma deve mostrarlo il più avanti possibile.
- Il fanale che indica la direzione delle reti fuoribordo per una nave impegnata nella pesca deve essere posizionato a una distanza orizzontale non inferiore a 2 metri e non superiore a 6 metri dai due fanali a 360° bianco e rosso. Questo fanale deve essere posizionato non più in alto del fanale bianco a 360° in testa d'albero e non più in basso dei fanali laterali.
- I fanali e i segnali su una nave impegnata in operazioni di dragaggio o subacquee per indicare il lato ostruito e il lato sul quale è sicuro passare devono essere posti alla massima distanza orizzontale possibile, ma in nessun caso inferiore a 2 metri, dai fanali o segnali per le navi con manovrabilità limitata. In nessun caso la parte superiore di questi fanali o segnali deve essere ad un'altezza maggiore di quella inferiore dei tre fanali o segnali per navi con manovrabilità limitata.

## Disposizione dei fanali

### Navi a propulsione meccanica (regola 23)
- Una nave a propulsione meccanica in navigazione deve esibire:

1. Un fanale bianco di testa d'albero;
2. Un secondo fanale di testa d'albero a poppavia e più in alto del primo, facoltativo per le navi di lunghezza inferiore a 50 metri;
3. Fanali laterali rosso e verde;
4. Un fanale di poppa.

- Una nave a cuscino d'aria che navighi in condizioni di non dislocamento, oltre ai fanali precedentemente indicati, deve esibire un fanale lampeggiante giallo a 360°.
- Un ekranoplano che stia decollando, ammarando o quando in volo, oltre ai fanali precedentemente indicati, deve esibire un fanale lampeggiante rosso a 360°.
- Per le piccole imbarcazioni, valgono le seguenti eccezioni:

1. le unità a propulsione meccanica sotto i 12 metri possono esibire, invece del fanale di testa d'albero e del fanale di poppa, un solo fanale bianco a 360° e i fanali laterali;
2. le unità inferiori a 7 metri e di velocità massima 7 nodi possono mostrare un solo fanale bianco a 360° e, se possibile, i fanali laterali;
3. il fanale di testa d'albero o il fanale bianco a 360° delle unità sotto i 12 metri può essere decentrato rispetto all'asse longitudinale quando non è possibile centrarlo sull'asse, a condizione che i fanali laterali siano combinati in un unico fanale bicolore centrato rispetto all'asse longitudinale della nave o il più vicino possibile all'asse su cui si trova il fanale di testa d'albero o il fanale bianco a 360°.

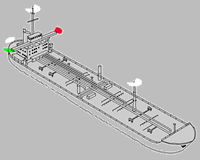
Unità L ≥ 50 m
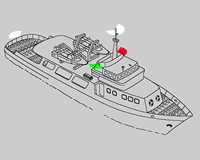
Unità L < 50 m
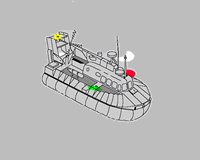
Unità a cuscino d'aria in navigazione planante
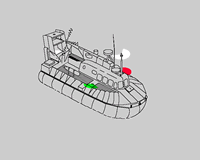
Unità a cuscino d'aria in navigazione dislocante
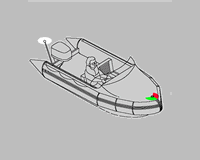
Unità L < 12m
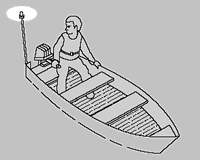
Unità L < 7m

### Nave che rimorchia o che spinge (regola 24)
- Una nave che rimorchia deve esibire:

1. al posto del primo o del secondo fanale di testa d'albero, due fanali di testa d'albero allineati verticalmente. Se la lunghezza del rimorchio (misurata dalla poppa della nave che rimorchia all'estremo più lontano del rimorchio) supera i 200 metri, dovrà esibire tre fanali di testa d'albero allineati verticalmente;
2. i fanali laterali;
3. il fanale di poppa;
4. un fanale di rimorchio allineato verticalmente sopra il fanale di poppa;
5. se la lunghezza del rimorchio supera i 200 metri, un rombo nero dove è più visibile.

- Nel caso di una nave che spinge un'altra nave, se le due unità sono rigidamente connesse, esse vanno considerate come una sola nave di pari lunghezza e devono esibire i corrispondenti fanali.
- Una nave che spinge o rimorchia lateralmente, ad eccezione di due unità rigidamente connesse, deve esibire:

1. al posto del primo o del secondo fanale di testa d'albero, due fanali di testa d'albero allineati verticalmente;
2. i fanali laterali;
3. il fanale di poppa.

- Una nave che rimorchia, spinge o rimorchia lateralmente deve esibire, se di lunghezza superiore o uguale a 50 m, anche il secondo fanale di testa d'albero.
- Una nave o un oggetto al rimorchio deve esibire:

1. i fanali laterali;
2. il fanale di poppa;
3. se la lunghezza del rimorchio supera i 200 metri, un rombo nero dove è più visibile.

- Tenendo in considerazione che un numero qualsiasi di navi rimorchiate lateralmente o spinte in un gruppo deve essere illuminato come un'unica unità,

1. un'unità che viene spinta, ad eccezione di due unità rigidamente connesse, deve esibire i fanali laterali all'estremità prodiera;
2. un'unità rimorchiata lateralmente deve esibire il fanale di poppa e, all'estremità prodiera, i fanali laterali.

- Una nave o un oggetto poco appariscente e parzialmente sommerso, o una combinazione di tali navi o oggetti al rimorchio, deve esibire:

1. se inferiore a 25 metri in larghezza, un fanale bianco a 360° all'estremità prodiera o in prossimità di essa e uno all'estremità poppiera o in prossimità di essa, con l'eccezione delle chiatte Dracone che non devono necessariamente esibire un fanale all'estremità prodiera;
2. se di larghezza superiore o uguale a 25 m, due fanali bianchi a 360° addizionali alle estremità della sua larghezza o in prossimità di esse;
3. se supera i 100 metri di lunghezza, fanali bianchi a 360° addizionali posti tra i fanali precedentemente descritti in modo tale che la distanza tra i fanali non superi i 100 m;
4. un rombo nero all'estremità poppiera dell'ultima nave o oggetto rimorchiato o in prossimità di essa e, se la lunghezza del rimorchio supera i 200 m, un secondo rombo posizionato dove è più visibile e il più vicino possibile all'estremità prodiera del rimorchio.

- Quando per una ragione valida è impossibile per una nave o un oggetto rimorchiato mostrare i fanali o i segnali precedentemente descritti, devono essere prese tutte le misure possibili per illuminare la nave o l'oggetto rimorchiato o almeno per indicare la presenza di tale nave o oggetto.
- Quando per una ragione valida è impossibile per una nave normalmente non impegnata in operazioni di rimorchio mostrare il doppio o triplo fanale di testa d'albero o il fanale di rimorchio, tale nave non sarà tenuta a mostrare quei fanali quando è impegnata nel rimorchio di un'altra nave in pericolo o altrimenti bisognosa di assistenza. Devono essere prese tutte le misure possibili per indicare la natura del rapporto tra la nave rimorchiatrice e la nave rimorchiata in accordo con la Regola 36, in particolare illuminando il cavo di traino.

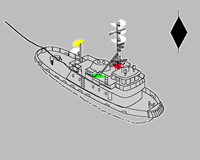
Rimorchiatore L < 50 m con lunghezza rimorchio > 200 m
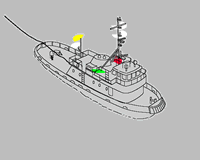
Rimorchiatore L < 50 m con lunghezza rimorchio ≤ 200 m
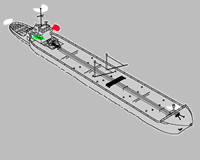
Due unità rigidamente connesse con lunghezza totale L ≥ 50 m
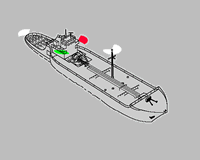
Due unità rigidamente connesse con lunghezza totale L < 50 m
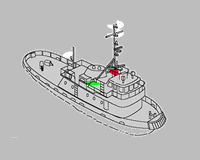
Unità che spinge o rimorchia lateralmente L < 50 m
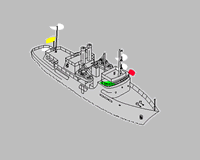
Rimorchiatore L ≥ 50 m con lunghezza rimorchio ≤ 200 m e doppio fanale prodiero
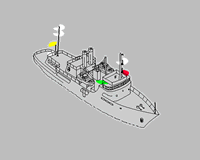
Rimorchiatore L ≥ 50 m con lunghezza rimorchio ≤ 200 m e doppio fanale poppiero
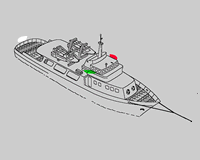
Unità rimorchiata con lunghezza rimorchio ≤ 200 m
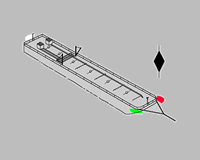
Unità rimorchiata con lunghezza rimorchio > 200 m
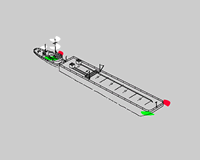
Due unità non rigidamente connesse
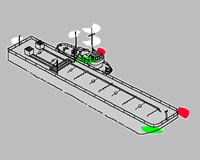
Due unità affiancate
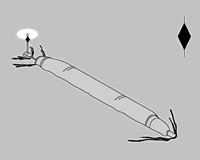
Chiatta dracone con lunghezza rimorchio ≤ 200 m

### Navi a vela e a remi (regola 25)
- Una nave a vela in navigazione deve esibire:

1. i fanali laterali;
2. il fanale di poppa.

- Per le unità a vela di lunghezza inferiore a 12 metri i fanali laterali e il fanale di poppa possono essere riuniti in un unico fanale rosso-verde-bianco in testa d'albero.
- Una nave a vela in navigazione può esibire, oltre ai fanali precedentemente descritti, due fanali a 360° in testa d'albero allineati verticalmente, rosso sopra e verde sotto. Questi fanali non possono essere usati in congiunzione al fanale tricolore precedentemente descritto.
- le unità a vela inferiori a 7 metri e le barche a remi impossibilitate a mostrare i normali fanali, possono esibire una torcia elettrica o un fanale bianco in tempo utile a evitare collisioni.

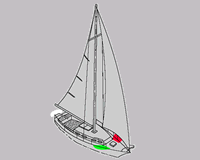
Unità a vela senza fanali facoltativi
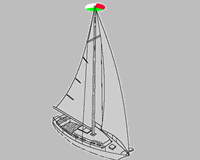
Unità a vela L < 20 m
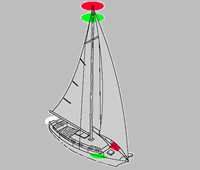
Unità a vela con fanali facoltativi
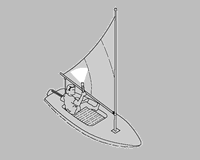
Unità a vela L < 7 m
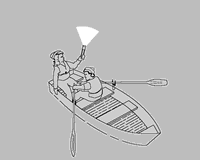
Unità a remi
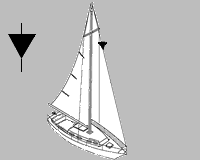
Unità a vela in navigazione diurna a motore

### Navi da pesca (regola 26)
- Una nave intenta alla pesca, sia in navigazione sia all'ancora, deve mostrare solo i fanali prescritti da questa regola.
- Una nave in pesca a strascico, cioè con reti rastrellanti sul fondo, deve esibire:

1. due fanali a 360° allineati verticalmente, verde sopra e bianco sotto, o due coni con vertici uniti;
2. un fanale di testa d'albero a poppavia e più in alto del fanale verde a 360°; una nave di lunghezza inferiore a 50 m non è obbligata a esibire questo fanale, ma può farlo.
3. se la nave ha abbrivo, oltre ai fanali precedentemente descritti, i fanali laterali e il fanale di poppa.

- In pesca non a strascico, cioè con reti e lenze trainate:

1. due fanali a 360° allineati verticalmente, rosso sopra e bianco sotto, o due coni con vertici uniti;
2. quando sono presenti reti che si estendono per oltre 150 orizzontalmente fuoribordo, un fanale bianco a 360° o un cono col vertice in alto posizionati in direzione delle reti;
3. se la nave ha abbrivo, oltre ai fanali precedentemente descritti, i fanali laterali e il fanale di poppa.

- Per navi impegnate nella pesca in prossimità di altri pescherecci, valgono i segnali aggiuntivi descritti dall'annesso II.
- Una nave non impegnata nella pesca non deve mostrare i fanali descritti in questa regola, ma solo quelli previsti per una nave della sua lunghezza.

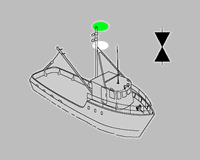
Unità di pesca a strascico L < 50 m senza abbrivo
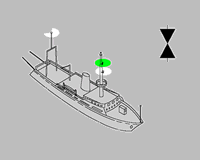
Unità di pesca a strascico L ≥ 50 m senza abbrivo
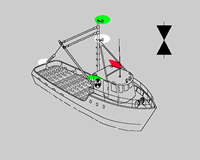
Unità di pesca a strascico L < 50 m con abbrivo
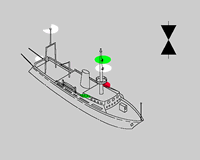
Unità di pesca a strascico L ≥ 50 m con abbrivo
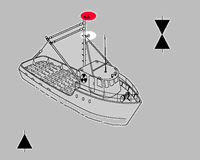
Unità di pesca non a strascico L < 50 m senza abbrivo e con reti oltre 150 m
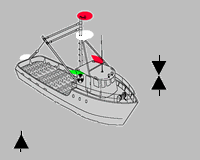
Unità di pesca non a strascico L < 50 m con abbrivo e reti oltre 150 m

### Navi che non governano o con difficoltà di manovra (regola 27)
- Una nave che non governa deve esibire:

1. due fanali rossi a 360° allineati verticalmente dove sono più visibili;
2. due palloni o simili allineati verticalmente dove sono più visibili;
3. se la nave ha abbrivo, oltre ai fanali precedentemente descritti, i fanali laterali e il fanale di poppa.

- Una nave con manovrabilità limitata deve esibire:

1. tre fanali a 360° allineati verticalmente. Rossi i fanali superiore e inferiore, bianco quello mediano;
2. tre segnali allineati verticalmente dove sono più visibili. Due palloni in alto e in basso e un rombo in mezzo
3. se ha abbrivo, oltre ai fanali precedentemente descritti, il fanale o i fanali di testa d'albero, i fanali laterali e il fanale di poppa;
4. se all'ancora, oltre ai fanali precedentemente descritti, anche i fanali prescritti dalla regola 30.

- Una nave a propulsione meccanica impegnata in un'operazione di rimorchio tale da limitare fortemente la capacità del rimorchiatore e del suo rimorchio di deviare dalla loro rotta deve, in aggiunta ai fanali o segnali prescritti dalla regola 24, mostrare i fanali o segnali per le navi con manovrabilità limitata.
- Una nave impegnata in operazioni di dragaggio o con palombari, quando la sua capacità di manovra è limitata, deve esibire i fanali e i segnali prescritti per le navi con manovrabilità limitata e deve inoltre esibire, in caso di ostruzione:

1. due fanali rossi a 360° o due palloni allineati verticalmente dal lato ostruito;
2. due fanali verdi a 360° o due rombi allineati verticalmente dal lato non ostruito;
3. se all'ancora, invece dei fanali prescritti dalla regola 30, quelli precedentemente descritti.

- Se le dimensioni di una nave impegnata in operazioni con palombari rendono impossibile esibire tutti i fanali e segnali prescritti da questa regola, devono essere esibiti:

1. tre fanali a 360° allineati verticalmente. Rossi i fanali superiore e inferiore, bianco quello mediano;
2. una copia rigida alta non meno di 1 m della bandiera "A" del codice internazionale dei segnali. Devono essere prese misure per assicurarne la visibilità a 360°.

- Un dragamine deve esibire, oltre ai fanali prescritti dalla regola 23 per una nave a propulsione meccanica o quelli prescritti dalla regola 30 per una nave all'ancora a seconda dei casi, tre fanali a 360° verdi o tre palloni, di cui uno in testa d'albero gli altri due alle estremità del pennone dello stesso albero. Questi fanali o segnali indicano che è pericoloso avvicinarsi a meno di 1000 m alla nave dragamine.
- Le navi di lunghezza inferiore a 12 m, eccetto quelle impegnate in operazioni con palombaro, non devono necessariamente esibire i fanali o i segnali prescritti da questa regola.
- I segnali descritti in questa regola non indicano navi in pericolo o che richiedono assistenza. Questi segnali sono descritti dall'annesso IV.

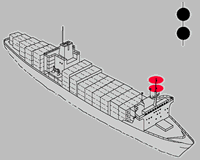
Unità che non governa senza abbrivo
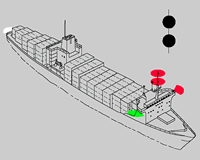
Unità che non governa con abbrivo
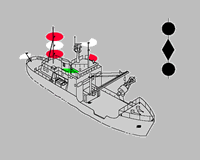
Nave con manovrabilità limitata con abbrivo
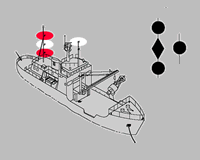
Nave con manovrabilità limitata all'ancora
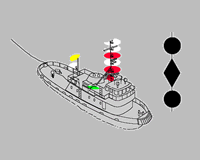
Rimorchiatore con manovrabilità limitata
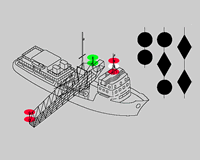
Draga con lato di dritta ostruito senza abbrivo
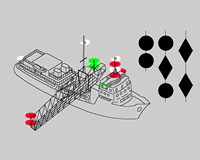
Draga con lato di dritta ostruito con abbrivo
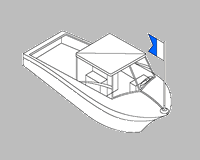
Unità con palombaro in navigazione diurna
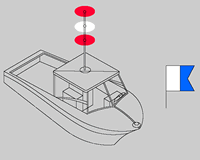
Unità con palombaro
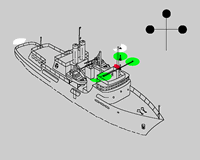
Unità dragamine L < 50 m
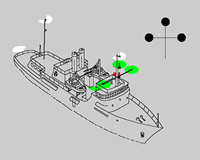
Unità dragamine L ≥ 50 m

### Navi condizionate dal loro pescaggio (regola 28)
- Una nave condizionata dal suo pescaggio può esibire, in aggiunta ai fanali prescritti per le navi a propulsione meccanica nella regola 23, tre fanali rossi a 360° allineati verticalmente o un cilindro, posizionati dove sono più visibili.

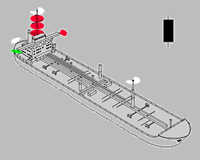
Unità condizionata dal proprio pescaggio

### Navi pilota (regola 29)
- Una nave pilota deve esibire:

1. due fanali a 360° in testa d'albero, bianco sopra e rosso sotto;
2. durante la navigazione, inoltre, i fanali laterali e di poppa;
3. quando è all'ancora, oltre ai fanali precedentemente descritti, il fanale, i fanali o il segnale prescritto nella Regola 30 per le navi all'ancora.

- Una nave pilota, quando non è impegnata in servizio di pilotaggio, deve esibire i fanali o segnali prescritti per una nave della sua lunghezza.

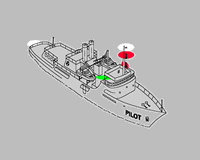
Nave pilota in navigazione
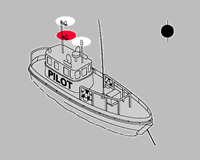
Nave pilota all'ancora

### Navi all'ancora e navi incagliate (regola 30)
- Una nave all'ancora deve esibire, dove sono più visibili:

1. A prua, un fanale di fonda bianco a 360° o un pallone;
2. A poppa o vicino ad essa, un fanale di fonda bianco a 360° a un'altezza inferiore del precedente.

- Le unità di lunghezza inferiore a 50 metri possono esibire un solo fanale di fonda bianco a 360° dove è più visibile al posto dei precedenti.
- Una nave all'ancora può, ma se di lunghezza superiore a 100 metri deve, tenere accese le luci di illuminazione dei ponti.
- Una nave incagliata deve esibire, oltre ai fanali di fonda:

1. due fanali rossi a 360° allineati verticalmente dove sono più visibili;
2. tre palloni o simili allineati verticalmente dove sono più visibili.

- Una nave di lunghezza inferiore a 7 metri, quando è all'ancora oppure è incagliata, ma non in un canale ristretto o nelle sue vicinanze, né in un passaggio o ancoraggio dove altre navi generalmente navigano, non è tenuta a mostrare i fanali o segnali precedentemente descritti.
- Una nave di lunghezza inferiore a 12 metri, quando è incagliata, non deve necessariamente mostrare i fanali o segnali precedentemente descritti.

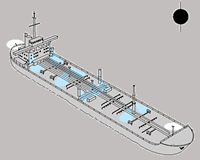
Unità alla fonda L > 100 m
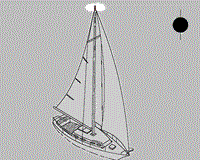
Unità a vela alla fonda L < 50 m
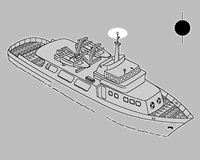
Unità alla fonda L < 50 m
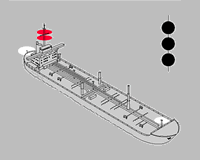
Unità incagliata L ≥ 50 m
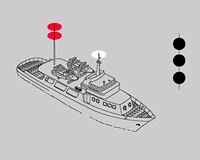
Unità incagliata L < 50 m

### Idrovolanti (regola 31)
- Qualora sia impossibile per un idrovolante o un ekranoplano mostrare i fanali ed i segnali con le caratteristiche e nelle posizioni prescritte, esso deve esibire i fanali e segnali il più possibile simili a questi.

### Navi da pesca in gruppo (annesso II)
- I fanali descritti di seguito devono essere posizionati dove meglio visibili. Devono essere distanti almeno 0,9 metri ma ad un livello inferiore rispetto ai fanali distintivi dei pescherecci. I fanali devono essere visibili a 360° ad una distanza di almeno 1 miglio ma ad una distanza inferiore ai fanali distintivi dei pescherecci.
- Le navi di lunghezza pari o superiore a 20 metri adibite alla pesca a strascico devono esibire:

1. quando tirano le reti, due fanali bianchi allineati verticalmente;
2. quando salpano le reti, un fanale bianco sopra un fanale rosso allineati verticalmente;
3. quando la rete si è incagliata in un ostacolo, due fanali rossi allineati verticalmente.

- Ogni nave di lunghezza pari o superiore a 20 metri adibita alla pesca a strascico in coppia deve esibire:

1. di notte, un riflettore diretto in avanti e in direzione dell'altra nave della coppia;
2. quando tirano o salpano le loro reti o quando le reti si sono incagliate in un ostacolo, i fanali precedentemente descritti.

- Una nave di lunghezza inferiore a 20 metri impegnata nella pesca a strascico, può esibire, a seconda dei casi, i fanali precedentemente descritti.
- Le navi impegnate nella pesca con reti a circuizione possono mostrare due fanali gialli allineati verticalmente. Questi fanali lampeggeranno alternativamente ogni secondo e con uguale durata di luce e occultamento. Tali fanali possono essere esibiti solo quando la nave è ostacolata dai suoi attrezzi da pesca.

## Luci di navigazione aeronautica
Le luci di navigazione degli aerei hanno fondamentalmente una disposizione simile a quelle delle navi, con un fanale rosso posizionato sulla estremità dell'ala sinistra, un fanale verde sull'estremità dell'ala destra e un fanale bianco nella posizione di coda del veicolo. Tale sistema di fanali è completato da una luce stroboscopica bianca che, lampeggiando ad alta intensità, aumenta la visibilità del velivolo contribuendo a ridurre il pericolo di collisioni.
Le luci di navigazione nell'aeronautica civile, in dotazione per ogni velivolo costruito dopo la data dell'11 marzo 1996, devono essere accese dal tramonto all'alba e in condizioni di scarsa visibilità, ma sono raccomandate anche in condizioni di buona visibilità dove è richiesto solo il fanale stroboscopico.